# Ludo Dierckxsens
Ludo Dierckxsens (* 14. Oktober 1964 in Geel; † 29. Mai 2025 in Buggenhout) war ein belgischer Radrennfahrer. Er gehörte aufgrund seiner Fahrweise zu den populärsten Radsportlern seiner Generation.

## Werdegang
Dierckxens war zunächst Amateursportler und arbeitete als Lackierer bei DAF Trucks, bevor er 1994 im Alter von 29 Jahren Profi beim Team Saxon-Selle Italia wurde.
In den Jahren 1994 und 1995 gelangen ihm einige vordere Platzierungen. 1996 wurde er Siebter beim Halbklassiker Omloop Het Volk und gewann das Eintagesrennen Grote Prijs Stad Vilvoorde – sein erster Erfolg in einem internationalen Rennen. 1997 gewann er Zellik-Galmaarden und den Grand Prix de Denain. Im Jahr 1998 wurde er Zweiter beim Grand Prix Ouest-France, Dritter bei den HEW Cyclassic, Zwölfter bei Paris–Roubaix und gewann Paris–Bourges.
Im Jahr 1999 wurde Dierckxsens Achter bei Gent-Wevelgem. Nachdem er belgischer Straßenmeister geworden war, startete er bei der Tour de France 1999, bei der er die 11. Etappe gewann. Beim Dopingtest gab er auf die Frage, ob er etwas eingenommen habe, das das Ergebnis beeinflussen könne, die Einnahme eines kortisonhaltigen Medikaments an und wies auf eine ärztliche Verschreibung zur Heilung einer Sehnenscheidenentzündung im Knie hin. Obwohl der Dopingtest nach dem Rennen negativ war, wurde Dierckxsens von seinem Team suspendiert und ging bei der 15. Etappe nicht mehr an den Start. Der belgische Verband sperrte ihn trotz negativen Tests für sechs Monate, weil er die Einnahme eines verbotenen Medikaments ohne gültiges ärztliches Attest zugegeben hatte.
Nach Ablauf seiner Sperre konnte Dierckxsens 2000 keine nennenswerten Ergebnisse erzielen. 2002 gelang ihm hingegen als Achter der Flandern-Rundfahrt und Sechster bei Paris-Roubaix seine erfolgreichste Klassikersaison. 2003 gewann er den Grand Prix Cycliste La Marseillaise und 2004 eine Etappe der Österreich-Rundfahrt.
Dierckxsens beendete seine Radsportkarriere Ende 2005 mit einem Sieg bei dem zu seinen Ehren veranstalten Abschiedsrennen in Tessenderlo.
Nach seiner Sportlaufbahn wurde Dierckxsens Partner der Fahrradmarke von Stefan Aerts mit einem Showroom in Meerhout.
Im Jahr 2011 spielte Dierckxsens in der flämischen Fernsehserie De Ronde mit, die auf Eén ausgestrahlt wurde. Die Serie spielt am Tag der Flandern-Rundfahrt und folgt einer Reihe von Personen, die genau wie die Fahrer an diesem Tag alles zu gewinnen oder zu verlieren haben. Er spielte sich selbst.

## Tod
Dierckxsens starb am 29. Mai 2025 im Alter von 60 Jahren bei einem Zwischenfall, der sich im Rahmen einer Rad-Benefizveranstaltung ereignete.

## Erfolge
1996
- Grote Prijs Stad Vilvoorde

1997
- Grand Prix de Denain
- Zellik-Galmaarden

1998
- Paris–Bourges

1999
- Belgischer Meister – Straßenrennen
- eine Etappe Tour de France

2003
- Grand Prix Cycliste La Marseillaise

2004
- eine Etappe Österreich-Rundfahrt